# Heroines
『Heroines』（ヒロインズ）は、GENDA×BENDAのアルバム。

## 批評
CDジャーナルは「お色気娘のボーカルをフィーチャーした、なんかハリー・ジェーンのもっとロックぽいバージョンのようなバンド。横関敦がプロデュースに参加したり、三柴理もキーボードを弾いてたりするが、たぶんライヴのほうがいいのだろうと思わせる程度の音」と評した。

## 収録曲
1. ヒッチコックブロンド
作詞：阿久悠[2]　作曲：深田太郎　編曲：井上龍仁・横関敦[3]
2. TIME IS UP
作詞：東川元則　作曲：倉増啓　編曲：井上龍仁・横関敦
3. MY WILD ROSE
作詞：米沢ゆきみ　作曲：深田太郎　編曲：井上龍仁・横関敦
4. TOY DOLL～月夜の宝石～
作詞：東川元則　作曲：米沢ゆきみ　編曲：井上龍仁・横関敦・三柴理[4]
5. Pretty Girl
作詞：阿久悠[2]　作曲：深田太郎　編曲：井上龍仁・横関敦
6. 三文オペラ
作詞：米沢ゆきみ　作曲：深田太郎　編曲：井上龍仁・横関敦・三柴理[4]
7. Summer on the Beach
作詞：東川元則　作曲：米沢ゆきみ　編曲：井上龍仁・横関敦
8. ロング・セイリング
作詞：米沢ゆきみ　作曲：深田太郎　編曲：井上龍仁・横関敦・三柴理[4]